# Les Témoins de Lendsdorf
 (mars 2019).
Pour plus de détails, voir Fiche technique et Distribution.
Les Témoins de Lendsdorf (The Testament) est un film austro-israélien réalisé par Amichai Greenberg et sorti en 2018.

## Synopsis
Dans un objectif de vérité absolue, un chercheur historien juif orthodoxe enquête sur un massacre qui aurait eu lieu dans un village autrichien à la fin de la Seconde Guerre mondiale. Comme des travaux de construction vont avoir lieu dans le périmètre supposé des fosses, il y a urgence à les retarder, et pour cela à fournir des preuves (mentions écrites, et témoignages).
Le film se présente comme un documentaire, mais c'est une fiction historique, une réflexion sur l'identité et la judéité.

## Fiche technique
- Titre original : The Testament
- Titre français : Les Témoins de Lendsdorf
- Réalisation : Amichai Greenberg
- Scénario :
- Direction artistique :
- Décors :
- Costumes :
- Photographie :
- Montage :
- Musique :
- Production :
- Sociétés de production :
- Sociétés de distribution : Condor Distribution (France)
- Pays d'origine :  Autriche /  Israël
- Langue originale :
- Genre : drame
- Durée :  88 minutes
- Dates de sorties :
- Israël : 11 janvier 2018
- France : 13 mars 2019

## Distribution
- Ori Pfeffer : Yoel
- Rivka Gur : Fania

## Accueil

### Critiques
Le film reçoit des retours moyens, avec une note moyenne de 3.5 sur AlloCiné.
Le Figaro dit que le film est « Une réflexion intéressante sur la mémoire et le déni ». La Croix : « On pourrait reprocher à cette enquête de n’être pas assez historique ».